# Réserve naturelle de Bibbona
La Réserve naturelle de Bibbona (en italien : Riserva naturale Bibbona) est une zone naturelle protégée située sur la commune de Bibbona, dans  la province de Livourne en Toscane,.

## Territoire
La petite réserve de 6 ha est une bande de collines boisées situées dans l'arrière pays de Bibbona.

## Faune
Parmi les reptiles, nous trouvons la tortue d'Hermann (Testudo hermanni) et la couleuvre à quatre raies (Elaphe quatuorlineata), toutes deux protégées par la directive européenne sur les habitats. Parmi les oiseaux de proie, la présence du circaète Jean-le-Blanc (Circaetus gallicus), une espèce nicheuse.

## Flore
L'ensemble de la réserve est couvert presque exclusivement de forêt. Outre la présence de cyprès (Cupressus sempervirens) présents le long de la route d'accès, on retrouve surtout une végétation de maquis méditerranéen avec des chênes verts (Quercus ilex), des arbousiers (Arbutus unedo), du myrte (Myrtus communis) et d'autres sclérophylles.

## Galerie

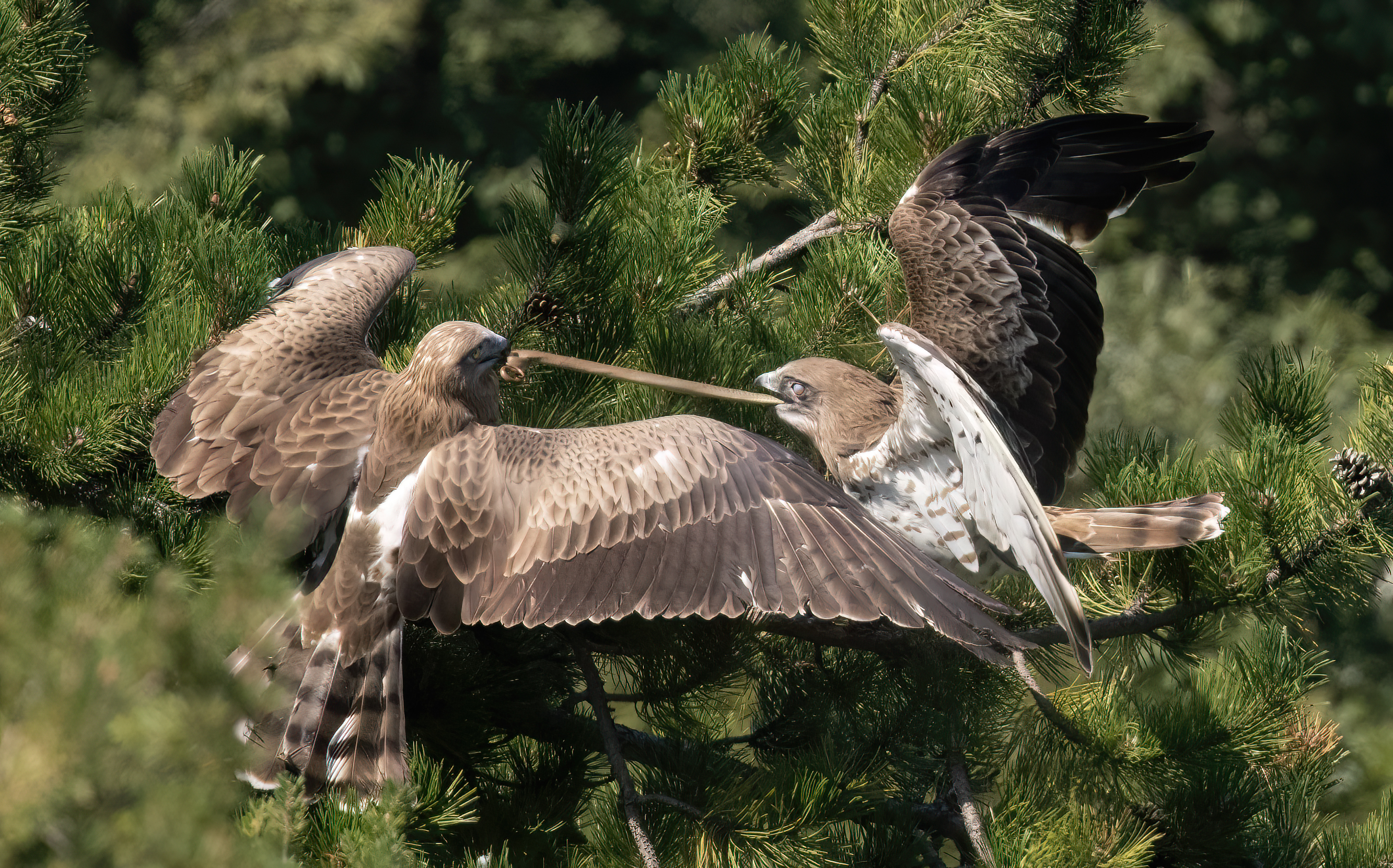
Circaété Jean-le-Blanc.
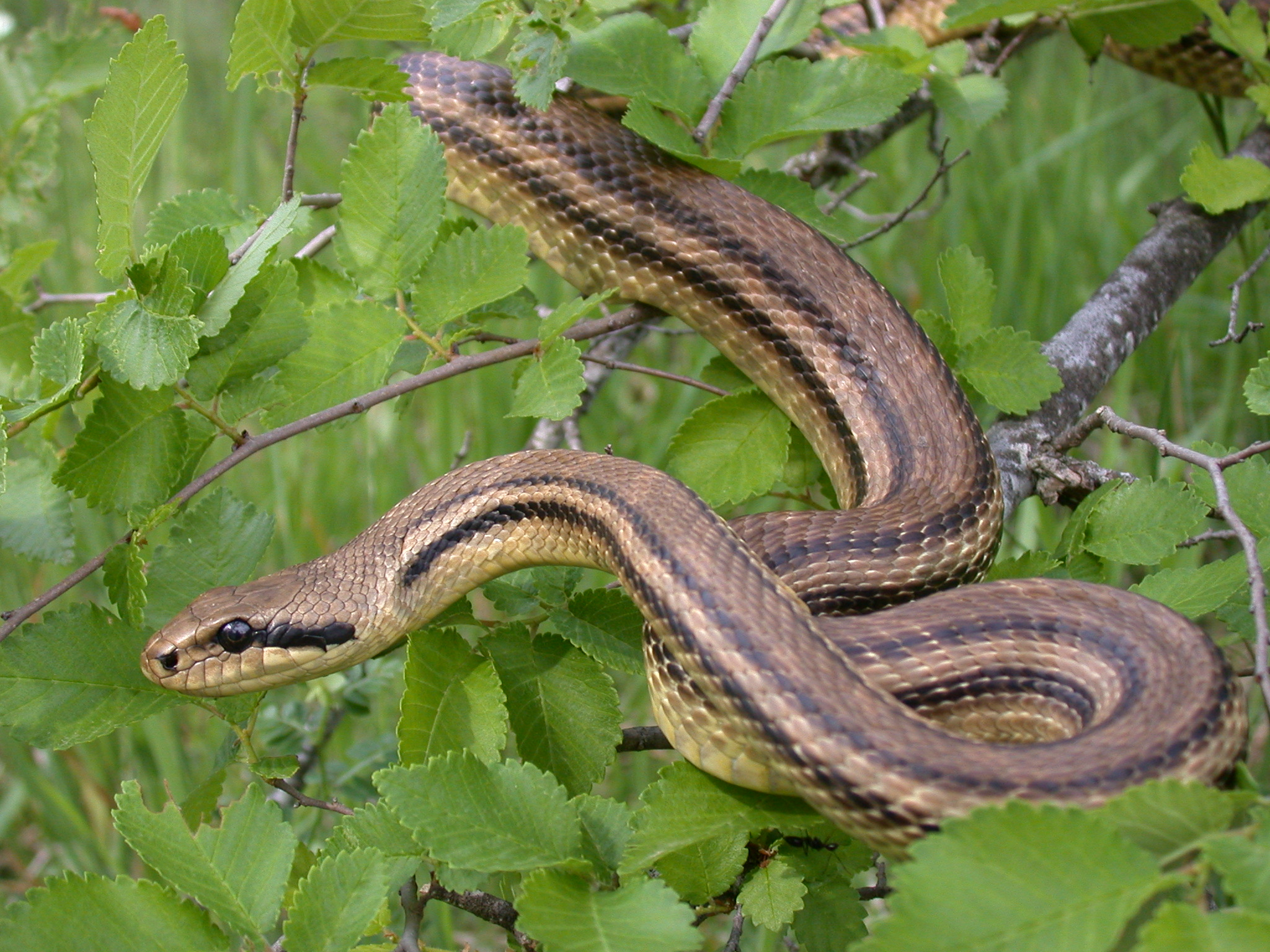
Couleuvre à quatre raies.